# Lorenzo Gafa
Lorenzo Gafa o Gafà (1638–1704), fou un arquitecte barroc de Malta.
Va néixer a Birgu o Vittoriosa i va començar a treballar com a picapedrer, mentre el seu germà era un conegut escultor de nom Melchiorre. Durant els primers anys de la dècada de 1660 va desenvolupar un fort interès per al disseny arquitectònic i ja el 1661 va intervenir en el cor de l'església de Sant Felip a Zebbug. També se sap que en aquesta època va intervenir en els retaules de l'altar major de l'església de Santa Escolàstica i l'església dels dominics de l'anunciació, situades totes dues a Birgu. També va dissenyar en part l'església de Sant Nicolau a La Valletta.
També va treballar en l'església de Sant Pau de Rabat, entre 1664 i 1683; a l'església de Sarria de Floriana el 1676 i l'església dels carmelitans de Mdina entre 1668 i 1672, també va intervenir en diverses estructures de la Valletta fins al 1680. A Mdina també va ser l'encarregat de dissenyar el palau episcopal i entre 1697 i 1702 va ser l'arquitecte de la cocatedral de Sant Pau.

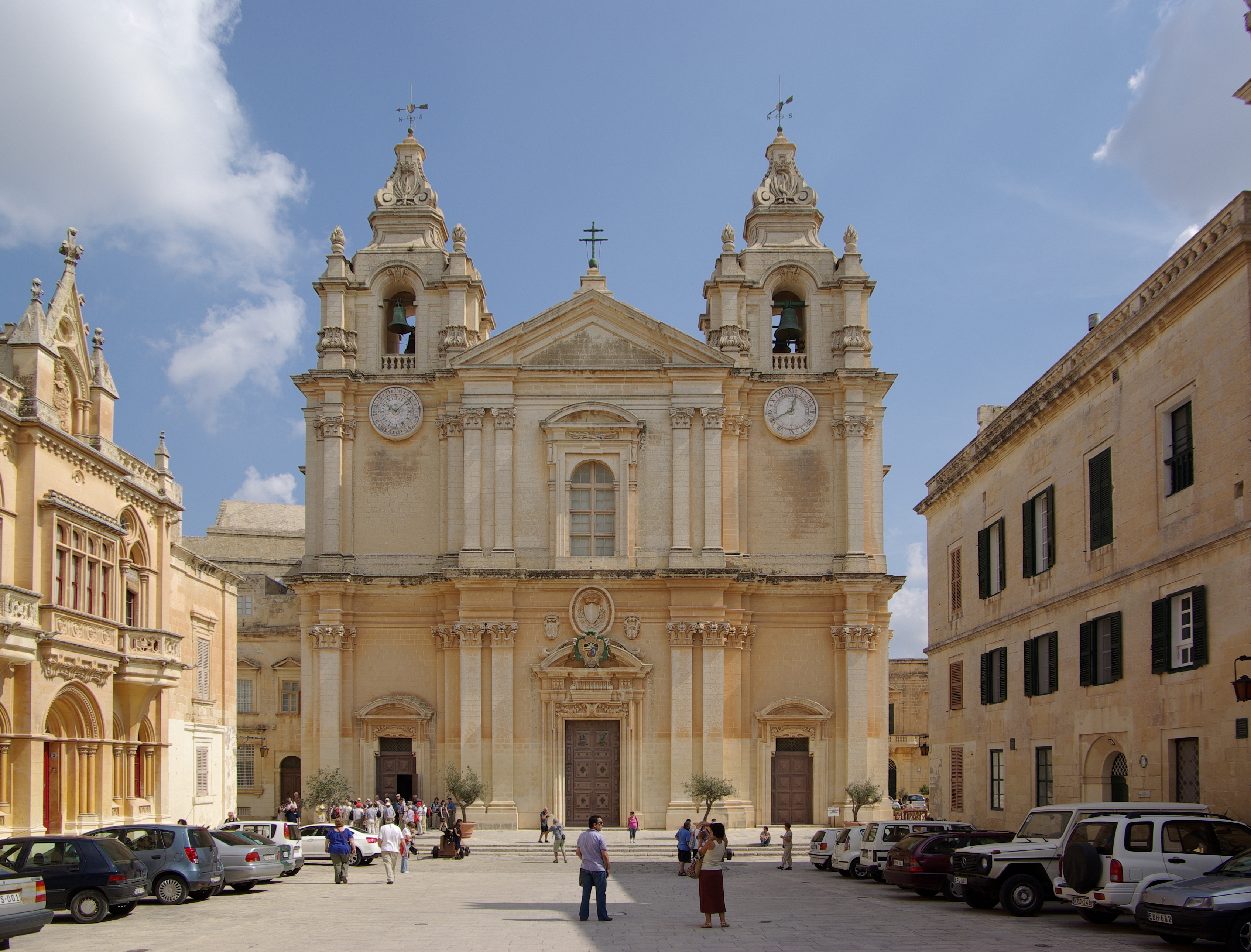
Cocatedral de Sant Pau de Mdina, construïda entre 1697 i 1702

Va dissenyar un gran nombre de temples entre 1680 i 1690, com l'església de Santa Caterina a Żejtun, començada el 1692, i el 1699 Nostra Senyora de la Victòria a La Valletta. També va dissenyar l'església parroquial de Qrendi.
Va morir el 1704.